# Кейпи, Роджер
Роджер Клиффорд Кейпи (англ. Roger Clifford Capey, 27 февраля 1945, Вангареи, Новая Зеландия — не позднее июня 2009) — новозеландский хоккеист (хоккей на траве), защитник.

## Биография
Роджер Кейпи родился 27 февраля 1945 года в новозеландском городе Вангареи.
В 1968 году вошёл в состав сборной Новой Зеландии по хоккею на траве на Олимпийских играх в Мехико, занявшей 7-е место. Играл на позиции защитника, провёл 9 матчей, забил 1 мяч в ворота сборной Кении.
Умер не позднее июня 2009 года.